# Piaszno (jezioro na Równinie Nowogardzkiej)
Piaszno (także Jezioro Grabowskie) – jezioro na Równinie Nowogardzkiej, położone w gminie Stara Dąbrowa, w powiecie stargardzkim, w woj. zachodniopomorskim.
Według danych gminy powierzchnia zbiornika wynosi 61,2 ha, długość 2710 m i szerokość 370 m. Średnia głębokość w jeziorze to 3,4 m, a maksymalna 7,5 m. Objętość wody w zbiorniku wynosi 2080,8 tys. m³. Lusto wody jeziora znajduje się na wysokości 47,0 m n.p.m. Długość linii brzegowej akwenu wynosi 8100 m.
Piaszno ma wydłużony kształt o przebiegu południkowym. W środkowej części jezioro posiada krótkie zwężenie o szerokości do ok. 70 m. Las rośnie nad południowo-wschodnim brzegiem.
Według typologii rybackiej Piaszno jest jeziorem sandaczowym. 
Nad południowym brzegiem jeziora leży przysiółek Piaszcze, poniżej niego a także przy południowym brzegu jeziora biegnie droga wojewódzka nr 106, która dalej na wschód skręca w kierunku północnym i biegnie w niewielkiej odległości od Piaszna.
Zachodni brzeg jeziora wyznacza część granicy gminy Stara Dąbrowa i gminy Stargard Szczeciński.